# 요시카와 에이지
요시카와 에이지(일본어: 吉川英治, 1892년 8월 11일 ~ 1962년 9월 7일)은 일본의 대중 소설가이다. 고전에서 소재를 취한 작품이 많으며 그의 작품인 평역 삼국지와 미야모토 무사시는 많은 독자의 사랑을 받았다.

## 생애
1892년(메이지 25년) 일본 가나가와현(神奈川県) 구로키 군(久良岐郡) 나카무라(中村) 근안(지금의 요코하마시)에서 태어났다. 본명은 히데쓰구(英次)이다. 아버지 요시카와 나가히로(吉川直広)는 과거 오다와라 번(小田原藩)의 번사(藩士)였고, 현청(県庁)에서 근무하다가 오다와라 가까운 하코네 산(箱根山) 골짜기에서 목축업(牧畜業)을 하기도 하고, 무역 중개인이 되어 요코하마에 회사를 열기도 했지만, 1903년 그가 11세가 되던 해에 다카세(高瀬)와 대립하다가 재판에 패소하고 형무소에 드나들게 된다. 이때문에 가세가 급격히 기울었고, 이복형과의 사이마저 나빠져 에이지는 다니던 소학교마저 중퇴하고 여러 일들을 전전하였다. 18세 때 나이를 속이고 요코하마 도크의 선구공이 되지만, 작업 도중에 배 밑으로 떨어지는 중상을 입었다.
10세 때부터 이미 잡지에 투고를 시작해 시사신보사(時事新報社)의 소년지(少年誌)에 작문이 입선했고, 독학으로 문학 공부를 계속 해 나가던 그는 1910년(메이지 43년) 도쿄로 상경해 직공 밑에서 일하면서, 아사쿠사(浅草)에 살면서 센류(川柳)를 짓기 시작했고 센류 시인 이노우에 겐카보(井上剣花坊)의 소개로 「다이쇼 센류」(大正川柳)에 참가하였다. 1914년(다이쇼 3년), 요시카와 와카코로(吉川雉子郎)라는 이름으로 투고한 「에노시마 이야기(江の島物語)」가 『고단 구락부』(講談倶楽部)지에 3등으로 당선되었다. 그러나 가난한 생활은 나아지지 않았고, 결혼 뒤 가난에서 벗어나기 위해 쓴 소설 3편이 고단샤(講談社)에서 발행하던 문학 잡지에 현상소설(懸賞小説)로 입선하여 데뷔하게 되었고 이듬해부터 도쿄 마이사쿠 신문사(東京毎夕新聞社)에 입사하여, 조금씩 문학적인 재능을 인정받으며 『신란기』(親鸞記) 등을 집필하였다. 1923년 간토 대지진을 계기로 문학으로 생계를 꾸리기로 하였다.
간토 대지진으로 도쿄 마이사쿠 신문사가 해산된 뒤 작품을 고단샤로 보내 필명으로 발표했는데, 「검마협보살(剣魔侠菩薩)』을 『면백 구락부(面白倶楽部)』지에 연재하며 작가로서의 자리를 잡아나갔다. 1925년(다이쇼 14년) 창간된 『킹』 지에 작품을 연재했는데, 처음에는 요시카와 에이지(吉川英治)라는 필명으로 쓰던 「검난여난」(剣難女難)으로 인기를 얻었다. 이때 본명인 「요시카와 에이지(吉川英次)」를 쓰려 했는데 작품 연재 당시 출판사에서 「에이지(英治)」로 잘못 알고 적은 것이 본인은 마음에 들었던지 이후로도 계속 필명으로 쓰게 되었다고 한다. 을 통해 일약 인기작가로 떠올랐고, 1935년부터 미야모토 무사시를 연재하기 시작했다.
킹 지는 고단샤가 자사의 운명을 걸고 있다고 할 정도로 중시되던 잡지였는데, 이 잡지에 작품을 연재하던 신예 작가 요시카와 에이지는 곧 문단의 기대주로 떠올랐고 「반도 협객」진(坂東侠客陣), 「신슈 천마협」(神洲天馬侠)의 두 편의 장편소설을 발표하며 많은 독자층을 형성하고 마이니치 신문(毎日新聞)으로부터도 집필 요청이 들어오는 등 의뢰가 점점 늘어났으며, 에도 시대 아와(阿波)의 도쿠시마 번 10대 번주였던 하치시카 시게요시(蜂須賀重喜)의 별거(蟄居)를 배경으로 하는 소설 나루토 비첩(鳴門秘帖)을 1926년 완성한다. 이 작품을 수록한 『현대대중문학전집』(現代大衆文学全集)도 베스트셀러가 되었고, 영화로도 많이 제작되었다.
1933년(쇼와 8년), 전집이 호평을 받으며 대중문학 연구지 ・ 중문(衆文)을 창간하였고, 마쓰모토 마나부(松本学)가 주최한 문예간담회 설립에도 관여하였으며 청년 운동도 시작해 도호쿠의 농촌 마을을 돌며 강연을 하였다. 1935년(쇼와 10년)에 『신란』(親鸞)을 발표하고, 같은해 8월 23일부터 소설 「미야모토 무사시(宮本武蔵)」의 연재를 시작했는데, 이것은 일본 신문소설 역사상 유례없는 인기를 얻으며 4년 뒤인 1939년(쇼와 14년) 7월 21일까지 애독되었다. 검선일여(剣禅一如)를 추구한 구도자로서의 모습으로 미야모토 무사시라는 검호(劍豪)의 모습을 그려낸 이 작품은 태평양전쟁이 계속되던 일본 사회에서 사람들의 호응을 이끌어낸 대중소설의 대표작으로 꼽히고 있다.
1938년 중일전쟁 중 마이니치 신문사의 특파원으로 종군하며, 1939년 2월부터 「신서 태합기」(新書太閤記)를 연재하였고, 7월에 「미야모토 무사시」가 완결된 뒤 8월부터 「삼국지」를 연재한다. 개인을 추구하는 데서 그치지 않고 두 작품은 인간 전체를 움직이는 힘을 그려내려 했다는 평가를 받지만, 동시에 군국주의 일본의 팽창을 도요토미 히데요시 시대를 통해 정당화하려 했다는 비판도 받는다. 『미야모토 무사시』 종료 뒤에도 아사히 신문(朝日新聞)으로부터의 연재 의뢰는 계속되었고, 「미나모토노 요리토모」(源頼朝), 「우메사토 선생 행장기」(梅里先生行状記) 등 역사에 이름을 남긴 인물들을 묘사한 작품을 발표하였다. 1942년(쇼와 17년)에 해군 군령부(海軍軍令部)의 칙임 대우(勅任待遇)에 발탁되어 해군 전사(戦史) 편찬에도 참여했으며, 야마구치 다몬(山口多聞), 가쿠 도메오(加来止男)의 전사를 다룬 「제독과 그 부하들(提督とその部下)」를 아사히 신문에 집필하였고, 야스다 요시타쓰(安田義達)의 전사 뒤에는 「야스다 육전대사령」(安田陸戦隊司令)을 마이니치 신문 석간에 연재하였다. 실로 일본 군부의 팽창 정책을 문학으로 정당화하고 옹호하였던 같은 시기 다른 일본의 작가들에 대한 비판에는 그 역시 자유로울 수 없으며, 패전 뒤 일본군 장교였던 쓰지 마사노부의 도피 자금을 댄 전적도 있다. 
패전 후, 그 충격으로 잠시 펜을 놓기도 하지만 친구 기쿠치 간(菊池寛)의 요구로 1947년 집필을 재개하였고, 『다카야마 우콘』(高山右近), 『오오카 에치젠』(大岡越前)으로 본격적으로 부활하지만, 이 무렵 『미야모토 무사시』의 판권을 놓고 고단샤와 로쿠오키 출판(六興出版) 사이에 분쟁이 벌어지기도 했다(로쿠오키 출판은 과거 요시카와의 동생이 근무하던 회사였다). 1950년부터 「신 헤이케 이야기」(新平家物語) 연재를 시작하였는데, 패전한 일본의 모습을 과거 헤이케의 몰락에 견주어 그려낸 이 작품은 연재 기간 7년에 걸치는 대작으로, 요시카와는 이 작품으로 제1회 기쿠치 간 상(菊池寛賞)을 수상한다. 또한 『문예춘추』(文藝春秋)의 강한 요망으로 1955년부터 자숙전(自叙伝) 성격의 「잊혀지고 남은 기록」(忘れ残りの記)을 연재한다. 한편으로 은둔 생활 중이던 쓰지 마사노부(辻政信)와 만나 그의 도망 자금을 대주기도 했다. 『신 헤이케 이야기』 종료 뒤에는 『사본 태평기』(私本太平記)와 「신 수호전」(新水滸伝)을 연재한다. 『사본 태평기』는 그때까지 '역적(逆賊)'의 이미지로 알려져 있던 무로마치 막부 초대 쇼군(將軍) 아시카가 다카우지(足利尊氏)를 다른 각도에서 재조명한 작품이었다. 1960년 문화훈장(文化勲章)을 수상하지만, '통속작가(通俗作家)'로 몰려 일본 예술원(芸術院)에는 들어가지 못하였다.
『사본 태평기』 연재가 끝날 무렵 폐암을 얻었고, 이듬해 여름부터 간으로 전이되어 악화되는 바람에, 1962년 9월 7일에 지쿠시(築地)의 국립 암센터에서 사망하였다. 향년 70세. 법명(法名)은 숭문원전석인영대거사(崇文院殿釋仁英大居士)였다. 요시카와 에이지의 사망 소식은 한국의 《동아일보》 1962년 9월 8일자 지면을 통해 한국에도 보도되었다. 일본 왕실로부터 종3위(従三位) 훈1등(勲一等)에 서훈되었고, 서보장(瑞宝章)이 주어졌다.
사후 그의 이름을 딴 요시카와 에이지상이 제정되었다. 도쿄 도(東京都)의 오우메 시(青梅市)에 요시카와 에이지 기념관(吉川英治記念館)이 있으며, 아카세키(赤坂)에 있던 요시카와의 옛 집은 고단샤의 소유가 되어(본사 회화 출판을 위해) 오늘날에도 좌담회 등의 장소로 쓰이고 있다.

## 대표작
특히 나루토 비첩, 원전을 일역한 삼국지(三國志)는 만화가요코야마 미츠테루에 의해 만화로 만들어졌다.(한국판으로는 전략삼국지 60권으로 나와있다.) 그의 대표작 미야모토 무사시는 일본의 유명 만화가 이노우에 다케히코에 의해 배가본드로 만화화되었다.